# Atypophthalmus stylacanthus
Atypophthalmus stylacanthus är en tvåvingeart som först beskrevs av Alexander 1971.  Atypophthalmus stylacanthus ingår i släktet Atypophthalmus och familjen småharkrankar. Inga underarter finns listade i Catalogue of Life.